# Roden Noel

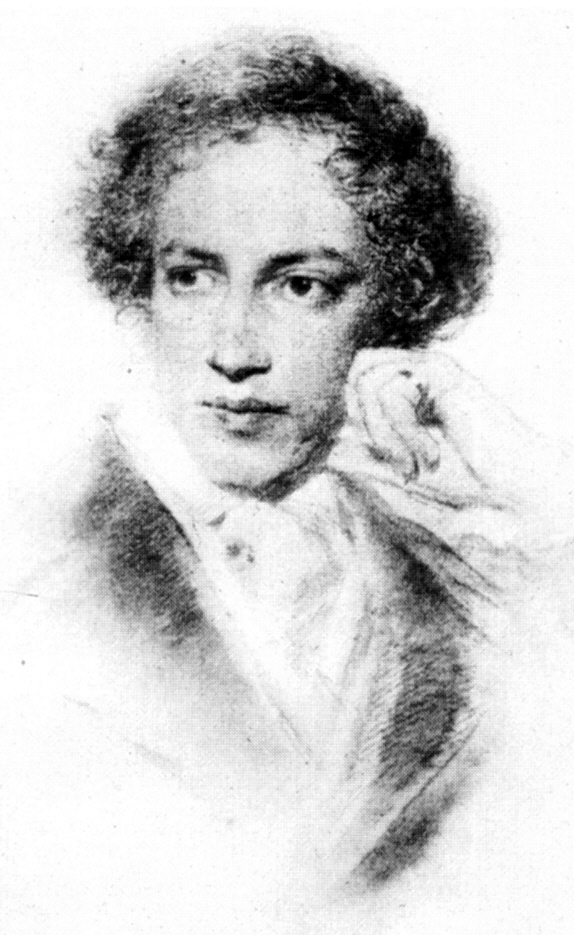
Roden Noel im Alter von 34 Jahren

Roden Berkeley Wriothesley Noel (auch Noël; * 27. August 1834 in London; † 26. Mai 1894 in Mainz) war ein britischer Dichter und Essayist.

## Leben
Noel entstammt dem englischen und irischen Hochadel. Er war der vierte Sohn von Charles Noel, Lord Barham (1781–1866), für den 1841 der Titel Earl of Gainsborough geschaffen wurde. Seine Mutter war dessen vierte Ehefrau Frances, geb. Jocelyn, Tochter von Robert Jocelyn, 3. Earl of Roden. Durch den Einfluss seiner Mutter und ihrer Familie fühlte sich Roden Noel zeitlebens als Ire. Er wuchs zwar auf dem Stammsitz der Familie Exton Park im englischen Rutland auf, verbrachte aber auch einige Zeit bei seinem Großvater mütterlicherseits in Tollymore Park, King’s County, im Norden Irlands.
Noel besuchte 1847–1849 die renommierte Privatschule Harrow School im Nordwesten Londons, erhielt danach fünf Jahre lang Privatunterricht in Wiltshire und begann 1854 sein Studium am Trinity College der Universität Cambridge mit dem Ziel, Geistlicher zu werden. Nach seinem Abschluss mit dem Master entschloss er sich 1858, die kirchliche Laufbahn doch nicht einzuschlagen und unternahm eine Reise in den Orient. Mit seinem Freund Horatio F. Brown verbrachte er lange Zeit in der Wüste Libyens, wo er einen schweren Hitzeschaden erlitt. In Beirut ließ er sich bei der Familie des Direktors der dortigen Ottomanischen Bank, de Broë, gesund pflegen. Am 21. März 1863 heiratete er in der Kirche All Souls, Langham Place in London die älteste Tochter Alice Maria Caroline de Broë. Mit seiner Frau zog er daraufhin in den Londoner Stadtteil Kew. Das Ehepaar hatte drei Kinder: Frances (* 1864), Conrad le Despenser Roden (* 1869) und Eric (* 1871). Noel war wohl bisexuell; aus seinen homosexuellen Neigungen machte er jedenfalls kein Hehl.
Noch 1863 veröffentlichte Noel sein erstes literarisches Werk, die Gedichtsammlung Behind the Veil, and other Poems. Ab 1867 bekleidete er das Amt eines „Groom of the Privy Chamber“ am Hof seiner Patentante Königin Victoria, verließ den Hof aber 1871, um eine Karriere als Geschäftsmann zu beginnen. Dieser Versuch scheiterte jedoch erbärmlich, und fortan widmete er sich ausschließlich der Dichtung und Philosophie. Auch als Philanthrop wurde er bekannt, aufgrund vieler Hilfeleistungen für Arme bekam er gar den ehrenden Beinamen „The Children's Knight“. Seine politischen Einstellungen waren fortschrittlich liberal bis demokratisch; sozialistische Ideen blieben ihm aber fremd, zumal er Exzentrik und Individualität besonders schätzte.
Noels Sohn Eric starb im Alter von fünf Jahren an rheumatischem Fieber. Unter dem Eindruck dieses Todes schrieb er den Gedichtband A Little Child's Monument, der Erinnerungen an den Sohn verarbeitet und ab 1881 drei Auflagen erlebte.
Noel war mit vielen bekannten Dichtern und Denkern seiner Zeit bekannt; erhalten sind Korrespondenzen u. a. mit den Schriftstellern Alfred Lord Tennyson (der Noels Dichtkunst verehrte), Robert Browning, und Thomas Hardy, aber auch ein Briefwechsel mit dem Staatsmann William Ewart Gladstone.
Noel lebte in den letzten Jahren seines Lebens in Brighton. 1894 starb er auf einer Reise zu seiner in Stuttgart lebenden Schwägerin, als er beim Umsteigen im Hauptbahnhof von Mainz einen Herzanfall erlitt. Sein Grab ist auf dem Mainzer Hauptfriedhof.
Sein Sohn Conrad Noel war Pfarrer und wurde später wegen seiner revolutionären Einstellungen als „The Turbulent Priest of Thaxted“ bekannt.

## Werk

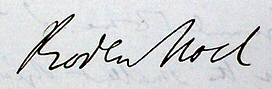
Roden Noels Unterschrift

Noel wurde für seinen Enthusiasmus, sein Einfühlungsvermögen in die Natur, die er bis hin zum Pantheismus verehrte, und den philosophischen Grundton seiner Gedichte bewundert. Seine frühen Werke, etwa der Gedichtband Beatrice, and other Poems, sind stark von der Lyrik Percy Bysshe Shelleys beeinflusst. Seine Dichtungen wurden aber wegen ihrer teilweise abstrusen Thematik kritisiert. Auch der überladene, wenig ausgewogene, oft allzu grobschlächtige oder aber allzu süßliche Stil und der große Umfang seiner Werke missfiel vielen Zeitgenossen.
Neben vielen Gedichtbänden schrieb er auch ein ambitioniertes fünfaktiges Versdrama The House of Ravensburg, ein Epos über David Livingstones Expedition in Afrika und eine Lebensbeschreibung Lord Byrons. Seine Bearbeitung des Faust-Stoffs von 1888 ist eine ungewöhnliche Mischung aus Lyrik, dramatischem Dialog und Philosophie in Prosa. Noels weitaus erfolgreichstes Werk blieb aber der eher schlichte, persönliche Gedichtband A Little Child's Monument.
Daneben trat Noel auch mit literarischen und philosophischen Themen als Essayist hervor. Seine Essays upon Poetry and Poets von 1886 versammeln Aufsätze über Thomas Chatterton, Lord Byron, Percy B. Shelley, William Wordsworth, John Keats, Victor Hugo, Alfred Lord Tennyson und Walt Whitman. Gegen Ende seines Lebens hielt er viele Vorträge über literarische Themen, deren Einnahmen er für wohltätige Zwecke spendete. Sein Gedicht „Sea Slumber Song“ wurde von dem Komponisten Sir Edward Elgar in seinem Werk „Sea Pictures, op. 137“ vertont.

## Werke
- Behind the Veil, and other Poems, 1863
- Beatrice, and other Poems, 1868
- The Red Flag, and other Poems, 1872
- Livingstone in Africa, 1874
- The House of Ravensburg, 1877
- A Little Child's Monument, 1881
- A Philosophy of immortality, 1882
- Songs of the Heights and Deeps, 1885
- A Modern Faust, and other Poems, 1888
- Life of Lord Byron, 1890
- Poor People's Christmas, 1890

- My Sea, and other Poems, 1896

Herausgeberschaft:
- Edmund Spenser: Poems, 1887
- Thomas Otway: Plays, 1888

Sammlungen:
- Essays upon Poetry and Poets, 1886
- Poems, hrsg. von Robert Buchanan, 1893
- Selected poems, hrsg. von Percy Addleshaw, 1897
- Collected Poems, hrsg. von Noels Schwester Victoria Buxton, 1902